# Baotit
Baotit (chinesisch 包头矿, Pinyin Baotoukuang) ist ein selten vorkommendes Mineral aus der Mineralklasse der „Silikate und Germanate“ mit der chemischen Zusammensetzung Ba4Ti4(Ti,Nb)4[Cl|O16|Si4O12] und damit chemisch gesehen ein Barium-Titan-Silikat mit zusätzlichen Chlor- und Sauerstoffionen. Strukturell gehört Baotit zu den Ringsilikaten.
Baotit kristallisiert im tetragonalen Kristallsystem und entwickelt vorwiegend hellgelbe oder hellbraune bis schwarze Kristalle von bis zu zehn Zentimetern Größe mit einem glasähnlichen Glanz auf den Oberflächen.

## Etymologie und Geschichte
Peng Qirui 彭琪瑞 (1917–1985) hat 1959 in der Fachzeitschrift Scientia Geologica Sinica (Dizhi kexue) zuerst über Baotit publiziert. Das Mineral wurde in der Bayan-Obo-Mine entdeckt, die auf dem Gebiet des Stadtbezirks Shiguai (Xiguit) der bezirksfreien Stadt Baotou in der Inneren Mongolei, Volksrepublik China liegt. Auch V. I. Semonov beschrieb das neue Mineral. Die Namensgebung „Baotit“ wurde als Transkription von Semonov's Namen eingeführt, der Originalname in der chinesischen Erstbeschreibung war (in der Transkription) „Pao-t'ou-k'uang“. Dies ergibt sich aus den verschiedenen Bezeichnungen in Russisch und Chinesisch für die Typlokalität, nach der das Mineral benannt ist. Die Analyse von Simonov brachte die chemische Zusammensetzung Ba4Ti7NbO16(SiO3)4Cl. Später beschrieben auch E. Wm.  Heinrich, Wm. H. Boyer und F. A. Crowley Baotit, sie fanden eine zweite Fundstelle in Montana.

## Klassifikation
Bereits in der inzwischen veralteten 8. Auflage der Mineralsystematik nach Strunz gehörte der Baotit zur Mineralklasse der „Silikate und Germanate“ und dort zur Abteilung der „Ringsilikate (Cyclosilikate)“ (mit Viererringen [Si4O12]8−), wo er zusammen mit Axinit die „Baotit-Axinit-Gruppe“ mit der System-Nr. VIII/C.04 und den weiteren Mitgliedern Axinit-(Fe), Kainosit, Axinit-(Mn), Muirit, Papagoit, Taramellit und Tinzenit bildete.
Im Lapis-Mineralienverzeichnis nach Stefan Weiß, das sich aus Rücksicht auf private Sammler und institutionelle Sammlungen noch nach dieser alten Form der Systematik von Karl Hugo Strunz richtet, erhielt das Mineral die System- und Mineral-Nr. VIII/E.08-10. In der „Lapis-Systematik“ entspricht dies ebenfalls der Abteilung „Ringsilikate“, wo Baotit zusammen mit Bario-Orthojoaquinit, Byelorussit-(Ce), Cerchiarait-(Al), Cerchiarait-(Fe), Cerchiarait-(Mn), Joaquinit-(Ce), Nagashimalith, Orthojoaquinit-(Ce), Orthojoaquinit-(La), Strontiojoaquinit, Strontio-Orthojoaquinit, Taramellit, Titantaramellit und Verplanckit die „Joaquinit-Gruppe“ (VIII/E.08) bildet (Stand 2018).
Die seit 2001 gültige und von der International Mineralogical Association (IMA) bis 2009 aktualisierte 9. Auflage der Strunz’schen Mineralsystematik ordnet den Baotit ebenfalls in die Abteilung der „Ringsilikate“ ein. Diese ist jetzt jedoch weiter unterteilt nach der chemischen Struktur, so dass das Mineral entsprechend seiner Zusammensetzung in der Unterabteilung „[Si4O12]8−-Vierer-Einfachringe ohne inselartige, komplexe Anionen“ zu finden ist, wo er als einziges Mitglied die unbenannte Gruppe 9.CE.15 bildet.
Auch die vorwiegend im englischen Sprachraum gebräuchliche Systematik der Minerale nach Dana ordnet den Baotit in die Klasse der „Silikate und Germanate“, dort allerdings in die bereits feiner unterteilte Abteilung der „Ringsilikate: Viererringe“ ein. Hier ist er als einziges Mitglied in der unbenannten Gruppe 60.01.02 innerhalb der Unterabteilung „Ringsilikate: Viererringe als Titanosilikate“ zu finden.

## Kristallstruktur
Baotit kristallisiert im tetragonalen Kristallsystem in der Raumgruppe I41/a (Raumgruppen-Nr. 88) mit den Gitterparametern a = 19,99 Å und c = 5,91 Å sowie 4 Formeleinheiten pro Elementarzelle.

## Eigenschaften
Das Mineral ist optisch einachsig mit den Brechungsindizes nω = 2,16 und nε = 1,94; die Doppelbrechung δ beträgt 0,220. Es ist stark pleochroitisch zwischen farblos und hell grünlich gelb.

## Bildung und Fundorte
In Bayan Obo kommt das Mineral in proterozoischen Gesteinen in Quarzgängen zusammen mit Bleiglanz und Pyrit vor. Die Quarzgänge gehen auf die Intrusion variskischer Alkali-Granite und Syenite zurück.
Es sind insgesamt 20 Fundorte von Baotit bekannt.
Neben der Typlokalität in Bayan Obo (Innere Mongolei) sind in China keine weiteren Fundorte bekannt.
Aus Deutschland, Österreich und der Schweiz sind keine Fundorte bekannt. In Europa gibt es allerdings weitere Fundorte: In Tschechien in der Böhmisch-Mährische Höhe (Vysočina), in Norwegen in Troms, im Vereinigten Königreich in Schottland und auch in der Ukraine in der Region Donetsk.
Weitere Fundorte gibt es in Kanada (ein Fundort in Ontario), in der Dem. Rep. Kongo in Kivu, in Kirgisistan, in Neuseeland, Pakistan, Russland und Tadschikistan. Auch in den USA gibt es Fundorte, in Kalifornien und Montana.